# Tekeoğulları
El beilicat de Teke o dels Tekeoğulları fou un dels principats turcmans que es van crear a Anatòlia després de la caiguda del Soldanat de Rum a l'època anomenada dels beilicats. La dinastia es va anomenar Tekeoğlu i en plural Tekeoğulları, que vol dir fill/fills de Teke. Teke en turc significa boc i no s'ha de confondre amb Tekke que designa el lloc on es reuneix una confraria religiosa. Es va instal·lar a la regió d'Antalya i de Korkuteli, a la costa mediterrània, el 1321. El beilicat experimentà un eclipsi en el moment de la primera l'expansió otomana el 1391. Fou restaurat el 1402 i definitivament annexat a l'Imperi Otomà el 1423 per Murat II.

## Història
Teke-Eli (País dels Teke) és una regió històrica de Turquia al sud d'Anatòlia a l'entorn del golf d'Antalya que correspon més o menys a les antigues regions de Lícia i Pamfília. Va agafar el nom dels begs de la família Teke-oğlu o Tekeoğulları (antiga grafia Teke-oghlu o Tekeoghullari) que van governar al segle xiv. La ciutat principal fou Antalya i altres ciutats destacades foren Finike, Elmalı, Istanoz i Kara Hisar-i Teke.
L'origen dels Tekeoğulları és fosc. És possible que tinguin un vincle amb els turcmans Teke o Tekke com és el cas pels Dulkadírides.
Dos germans
s'establiren al sud-oest d'Anatòlia. El seu avi es deia Hamid o Hamit i fou l'epònim de la família dels Hamitoğulları i ancestre de les dues famílies. El primer dels germans, Dundar, es va establir a Pisídia a les terres de Eğirdir a la ruta comercial que va de la mar Negra a la mar Mediterrània. Va crear la dinastia dels hamídides o més pròpiament Hamitoğulları. El segon, Yunus es va instal·lar a la costa mediterrània a Lídia i Pamfília a Antalya. La regió fou coneguda com a Teke-Eli. El seu pare hauria regnat a la regió d'Antalya sota sobirania feudal dels seljúcides.
Domini romà i romà d'Orient, va patir al segle xi i xii les incursions dels turcmans. El 1207 Kaykhusraw I (1205-1211) va conquerir Antalya que va utilitzar com a port per la seva flota, i les incursions dels turcmans es van intensificar. El 1243 els mongols van envair Anatòlia i molts turcmans es van desplaçar cap a Lícia i Pamfília. Al final del segle els Hamitoğulları (Hamit-oğlu, Hamidoğlu o Hamidoğulları) van crear un principat (beilicat) a Psídia i van agafar el control d'Antalya. Uns parents dels Hamit, els Teke, van governar a Antalya almenys des de 1321; es van apoderar de la resta de Pamfilia i Lícia i van fundar el seu propi principat amb capital a Elmalı o a Antalya segons els moments. El seu govern va durar un segle. A l'inici del segle xv els centres episcopals de Perge, Side i Antalya havien desaparegut però en aquesta darrera es conservaven els barris grecs i jueus i s'informa de grups de població parlant el grec fins al segle xix. La població fou en part nòmada i l'agricultura va declinar. La secta Bektaixi o Bektaixiyya va fer arrels en aquesta regió a la mort del fundador Hajji Bektaix el 1270; també hi havia molts kalandaris com testimonia Ibn Battuta quan va visitar la regió el 1332; els begs Teke van protegir aquests grups i es van crear diversos "tekke" (zawiyes) a totes les viles.
No se sap gairebé res del regnat de Yunus. Durant el seu regnat Anatòlia estava sota l'autoritat de Timurtaix Coban designat virrei d'Àsia Menor el 1319. Timurtaş era el fill segon d'Amir Coban que era un magnat de la cort de l'últim gran Ilkhànida de Pèrsia Abu Said Bahadur. El 1321, Timurtaş intentà fer-se independent dels Ilkhànides i es va aliar amb els mamelucs d'Egipte. Coban va obtenir d'Abu Said el perdó pel seu fill i el manteniment en les seves funcions de governador d'Anatòlia. El 1324, Timurtaş va sotmetre els dos principats dels Hamídides i dels Teke i va donar Antalya a Mahmud, un fill de Yunus. El 1327, Coban, caigut en desgràcia, fou mort per l'Ilkhan. Timurtaş es va refugiar a Egipte amb els mamelucs que, per no desagradar a Abu Said, hel van matar. La caiguda de Coban i la desaparició de Timurtaş va anar seguida de la mort d'Abu Saïd vuit anys després, el que va deixar a Anatòlia sense amo i va alliberar els emirs turcmans locals.
La ciutat va impressionar a Ibn Battûta que la descriu bastant llargament:
| « | És una de les viles més boniques del món: és extraordinàriament gran, la més alegre que es pot veure i la millor construïda. Cada classe dels seus habitants està separats de les altres classes. Els mercaders cristians viuen en un barri anomenat Almina. El barri està rodejat d'un mur del qual les portes estan tancades per fora durant la nit i durant la pregària del divendres. Els grecs, antics habitants d'Anthâlïah, viuen en un altre lloc; i estan separats igualment d'altres nacions i rodejats d'un mur. Els jueus habiten també un barri propi cenyit per una muralles. El rei i la gent de la seva cort i els seus esclaus habiten une vil·la rodejada d'un mur que la separa dels altres barris. Tota la població musulmana habita la vila pròpiament dita, on es troba la mesquita principal, un col·legi, diversos banys i mercats considerables disposats en l'ordre més meravellós. La ciutat està rodejada d'un gran mur qui rodeja totes les construccions que hem enumerat. | » |

El 1361 Antalya fou ocupada pels Lusignan de Xipre i la van conservar dotze anys, fins al 1373. El 1372, Mübarizüddin Mehmed, el fill de Mahmud, va succeir al seu oncle Hizir. Després de 1378, Osman Çelebi, fill de Mübarizüddin Mehmed. va succeir al seu pare.
El 1390 la va ocupar Baiazet I; la va perdre breument davant els karamànides però la va recuperar el 1397. Però després fou derrotat per Tamerlà a la batalla d'Ankara del juliol de 1402 i Xah Rukh, fill de Tamerlà, va saquejar Antalya i altres viles al Teke-Eli. Va restablir a la família dels Teke-oğl] o Tekeoğulları. El 1421, el nou sultà otomà Murat II va haver de combatre contra el seu oncle, Mustafà Çelebi de malnom Düzmece. Aquest últim ja havia intentat destronar el seu germà Mehmet I però s'havia hagut de refugiar amb els romans d'Orient. L'emperador havia aportat la seva ajuda a Mehmed I guardant Mustafà pres a Constantinoble. Aquesta vegada l'emperador anima Mustafà a iniciar una guerra civil contra el seu nebot. El 1423, Nasreddin Mehmed II fa la seu d'Antalya a la instigació d'Osman Çelebi. Nasreddin Mehmed II fou mort durant aquest setge. Osman Çelebi fou mort pels otomans durant un atac nocturn a la seva residència a Korkuteli. El beilicat de Teke fou definitivament annexionat a l'Imperi Otomà.
Els otomans van confirmar els privilegis atorgats pels Tekeoğulları a les famílies notables locals. Però en els següents anys es va desenvolupar un moviment religiós anti-otomà; els habitants foren atrets cap a moviments xiïtes o alauites. El 1500 alguns van anar a Ardabil per lluitar pels safàvides; el 1511/1512 al Teke-Eli es va revoltar Shah Kulu Baba Tekeli al front d'aquests turcmans xiïtes; la revolta fou finalment aplanada però la seva repressió va comportar importants destruccions i morts; els pobles i citats van patir una considerable pèrdua de població segons es veu als registres otomans, causada per la mort o deportació dels seus habitants. Dos anys més tard Osman Çelebi, organitza una aliança amb diversos altres beilicats veïns. Aconseguí llavors apoderar-se de gairebé tota la província excepte de la ciutat d'Antalya mateixa.

## Dinastia
| Dates     | !Nom                                | Nom turc                            | Fill de                             |                                     |
| --------- | ----------------------------------- | ----------------------------------- | ----------------------------------- | ----------------------------------- |
| 1321- ?   | Yynus                               | Yunus                               | Ilyas / Teke?                       |                                     |
| ? -1327   | Mahmud                              | Mahmud                              | Yunus                               |                                     |
| 1327-1372 | Sinan al-Din Khidr                  | Sinanüddin Hızır                    | Yunus                               |                                     |
| 1372- ?   | Mubariz al-Din Muhammad             | Mübarizüddin Mehmed                 | Mahmud                              |                                     |
| ? -1391   | Uthman Čelebi                       | Osman Çelebi                        | Mehmed                              | Primer regnat.                      |
| 1391-1402 | Annexió a l'Imperi Otomà            | Annexió a l'Imperi Otomà            | Annexió a l'Imperi Otomà            | Annexió a l'Imperi Otomà            |
| 1402-1423 | `Uthman Čelebi                      | Osman Çelebi                        | Mehmed                              | Restauració i segon regnat.         |
| 1423      | Annexió definitiva a l'Imperi Otomà | Annexió definitiva a l'Imperi Otomà | Annexió definitiva a l'Imperi Otomà | Annexió definitiva a l'Imperi Otomà |